# فالنتينو أورسيني
فالنتينو أورسيني (بالإيطالية: Valentino Orsini)‏ هو كاتب سيناريو ومخرج إيطالي، ولد في 19 يناير 1927 في بيزا في إيطاليا، وتوفي في 26 يناير 2001 في تشرفيتيري في إيطاليا.

## وصلات خارجية
- فالنتينو أورسيني على موقع IMDb (الإنجليزية)
- فالنتينو أورسيني على موقع الموسوعة البريطانية (الإنجليزية)
- فالنتينو أورسيني على موقع ألو سيني (الفرنسية)
- فالنتينو أورسيني على موقع أول موفي (الإنجليزية)
- فالنتينو أورسيني على موقع قاعدة بيانات الأفلام السويدية (السويدية)
- فالنتينو أورسيني على موقع قاعدة بيانات الفيلم (الإنجليزية)
- فالنتينو أورسيني على موقع كينوبويسك (الروسية)